# Heinrich (Werl)
Heinrich war seit etwa 1017 Graf von Werl.

## Leben
Er war ein Sohn von Hermann II. von Werl. Bereits 1018 führte er selbstständig eine Fehde gegen Erzbischof Heribert von Köln. Der Grund war, dass der Erzbischof aus nicht näher bekannten Gründen die Mutter des Grafen inhaftieren ließ. Seit 1017 war er Graf von Werl. Er war wie Hermann II. Vogt der Reichsabtei Werden. Heinrich erwarb in der Amtszeit von Rotho, der vermutlich aus dem Werler Grafenhaus stammte, die Vogtei über das Bistum Paderborn. Damit verbunden waren als Folge der Schenkungen Heinrichs II. und Konrad II. fast alle Grafenrechte in diesem Gebiet. Sein Bruder Bernhard war etwa seit 1024 der eigentliche Herrscher in der Grafschaft Werl.
Sein Todestag ist den Nekrologen des Stift Neuenheerse, des Klosters Überwasser, dem Dom Osnabrück und dem Stift Borghorst unterschiedlich überliefert. Es könnte der 18. oder 20. August gewesen sein.